# Erich Lindpaintner
Erich Lindpaintner  (* 24. Oktober 1914; † 23. Oktober 1989 in Innsbruck) war ein österreichischer Pharmakologe und Münzsammler.
Lindpainter war am pharmakognostischen Institut der Universität Innsbruck tätig und bereiste ab den 1950er Jahren mehrfach die Türkei sowie von dort aus den Libanon, Syrien, den Irak, Iran sowie Afghanistan und Pakistan. Hier interessierten ihn die Geschichte und das Münzsammeln.
So gelang es ihm, eine Sammlung orientalischer Numismatik zusammenzutragen, die etwa vom 1. bis ins 9. Jahrhundert über den Iran sowie verschiedene Teile Zentralasiens reicht, wobei Prägungen der Kušan und der Sāsāniden dominieren. Schon zu seinen Lebzeiten wurde seine Sammlung wissenschaftlich durch Robert Göbl erfasst.
Durch die Vermittlung von Fritz Rudolf Künker zwischen Lindpaintners Erben und dem Kunsthistorischen Museum Wien gelang es Klaus Vondrovec (Sammlungsdirektor des Münzkabinetts), die vollständige Sammlung von 1685 Münzen anzukaufen. Ein dafür eingeleitetes Fundraising brachte zwischen 2019 und 2021 die Summe von 254.020 Euro ein. Richard Beleson aus San Francisco stiftete die finanziellen Mittel für die acht teuersten Goldmünzen. 60 Prozent des Kaufpreises konnte der Verein der Museumsfreunde mit Hilfe von insgesamt 205 Spendern einwerben.
Lindpaintners Sammlung, bestehend aus 120 Goldmünzen aus Kušan, 10 Goldmünzen aus Gupta, 1250 Münzen der Sassaniden, 130 Iranischen Hunnen, 110 Arabo-Sassaniden und 39 Münzen aus Tabaristan, ergänzt den Bestand des Münzkabinetts im KHM.
Die Sammlung Lindpaintner wird weiter wissenschaftlich aufgearbeitet.